# Доро
Доро је немачка хеви метал певачица. Рођена је 3. јуна 1964. у Диселдорфу као Дороти Пеш. Позната је као некадашња певачица хеви метал бенда Варлок и једна од ретких певачица хеви метал сцене осамдесетих година као музичког жанра којим су углавном доминирали мушкарци. Започела је каријеру као певачица групе Снејкбајт и 1983. године се прикључила групи Варлок. Са Варлоком је снимила четири албума. После великог броја промена у постави групе остала је једини оригинални члан. Године 1989. је променила издавачку кућу, и, како је њена претходна издавачка кућа поседовала права на име Варлок, издала је албум Force Majuere, који је претходно намеравала да изда под именом Варлок, под именом Доро. Тренутно живи у Њујорку.

## Дискографија

### Са групом Варлок
- Burning the Witches (1984)
- You Hurt My Soul (1985)
- Hellbound (1985)
- True As Steel (1986)
- Triumph And Agony (1987)
- Earth Shaker Rock (1998)

### Соло албуми
- Force Majeure (1989)
- Doro (1990)
- Rare Diamonds (1991)
- True At Heart (1991)
- Angels Never Die (1993)
- Doro Live (1993)
- Machine II Machine (1995)
- Machine II Machine: Electric Club Mixes (1995)
- Love Me In Black (1998)
- The Ballads (1998)
- Best Of (1998)
- Calling The Wild (2000)
- Fight (2002)
- Classic Diamonds (2004)
- Warrior Soul (2006)
- Fear No Evil (2009)